# Julius Stobbe
Julius Stobbe (* 16. November 1879 in Gerdauen; † 6. Oktober 1952) war ein deutscher Architekt. Er lebte und arbeitete in Düsseldorf, wo er neben anderen Architekten wie z. B. Hermann vom Endt an der „eigentlichen Boomzeit der Stadt Düsseldorf zwischen 1900 und 1914“ beteiligt war.

## Leben
Stobbe arbeitete in Sozietät mit Rudolf Wilhelm Verheyen (Büro Verheyen und Stobbe). Zu den bekanntesten Werken der Sozietät zählt die Auferstehungskirche in Düsseldorf-Oberkassel.

## Bauten und Entwürfe
- 1904–1905: Wohnhaus Achenbachstraße 28 in Düsseldorf-Düsseltal (seit 1984 unter Denkmalschutz)[2]
- 1904–1905: Wohnhaus Morsestraße 12 in Düsseldorf-Friedrichstadt (seit 1986 unter Denkmalschutz)[3]
- 1905–1906: Wohnhaus Wildenbruchstraße 28 in Düsseldorf-Oberkassel (seit 1988 unter Denkmalschutz)[4]
- 1906–1908: Reformrealgymnasium in Essen-Altenessen, Stankeitstraße[5]
- 1909: Wettbewerbsentwurf (Motto „Rotes Kreuz“) für eine katholische Kirche in Uerdingen (prämiert mit dem 3. Preis und nicht ausgeführt)[6]
- 1913–1914: evangelische Auferstehungskirche in Düsseldorf-Oberkassel (seit 1983 unter Denkmalschutz)
- 1914: Wettbewerbsentwurf (Kennwort „Imperator II“) für ein Kaiser-Wilhelm-Denkmal in Neuss (gemeinsam mit dem Düsseldorfer Bildhauer Rudolf Zieseniß, prämiert mit dem 4. Preis und nicht ausgeführt)[7]
- 1922–1923: Wohnbauten Engerstraße 8 und 10 in Düsseldorf-Flingern Nord (seit 1984 unter Denkmalschutz)
- 1925–1927: evangelische Lutherkirche in Düsseldorf-Bilk, Kopernikusstraße 9[8]